# Liste der Einträge im National Register of Historic Places im Campbell County (Wyoming)

Lage des Campbell County im Bundesstaat Wyoming

Die Liste der Einträge im National Register of Historic Places im Campbell County in Wyoming führt alle Bauwerke und historischen Stätten im Campbell County auf, die in das National Register of Historic Places aufgenommen wurden.
Das Vorhandensein oder Fehlen eines Objekts in dieser Liste ist keine rechtsverbindliche Auskunft darüber, ob es ein Kulturdenkmal ist oder nicht: Diese Liste entspricht möglicherweise nicht dem aktuellen Stand.
Stand: 24. Dezember 2023

## Legende
| NRHP | Historic Place    |
| HD   | Historic District |

## Liste der Einträge
| [ 1 ] | Name                                | Bild                                | Eintragsdatum                  | Lage | Town                         | Beschreibung                                                                                    |
| ----- | ----------------------------------- | ----------------------------------- | ------------------------------ | --- | ---------------------------- | ----------------------------------------------------------------------------------------------- |
| 1     | Basin Oil Field Tipi Rings          |                                     | 13. Dez. 1985 ID-Nr. 85003165  | Nicht veröffentlicht Koordinaten fehlen                                                                                | Piney                        | Spätprähistorischer Wohnplatz mit Tipi-Ringen und Funden von Tonscherben im Powder River Basin. |
| 2     | Bishop Road Site                    |                                     | 13. Dez. 1985 ID-Nr. 85003202  | Nicht veröffentlicht Koordinaten fehlen                                                                                | Piney (Wyoming)              | Spätprähistorischer Wohnplatz oder Dorfplatz entlang einer Bachterrasse.                        |
| 3     | Gillette City Hall (1936)           | Gillette City Hall (1936)           | 27. Sep. 2019 ID-Nr. 100004422 | 400 S. Gillette Ave. 44° 17′ 27,8″ N, 105° 30′ 16,1″ W                                                                 | Gillette                     | Im Jahr 1936 als Mehrzweck- und Gemeindehalle errichtet.                                        |
| 4     | Gillette Downtown Historic District | Gillette Downtown Historic District | 3. Jan. 2023 ID-Nr. 100008517  | Innenstadt von Gillette südlich der Gleise der Burlington Northern-Santa Fe Railroad 44° 17′ 28,4″ N, 105° 30′ 14,3″ W | Gillette (Wyoming)           | Aus sechs Häuserblöcken bestehendes Geschäftsviertel zentral in Gillette errichtet.             |
| 5     | Gillette Post Office                | weitere Bilder                      | 14. Okt. 2008 ID-Nr. 08001002  | 301 S. Gillette Ave. 44° 17′ 31,3″ N, 105° 30′ 13″ W                                                                   | Gillette (Wyoming)           | Ehemaliges Postamt in Gillette das im Jahr 1935 errichtet wurde.                                |
| 6     | Nine Mile Segment, Bozeman Trail    |                                     | 23. Juli 1989 ID-Nr. 89000813  | Nicht veröffentlicht Koordinaten fehlen                                                                                | Pine Tree Junction (Wyoming) | Historischer Routenabschnitt des Bozeman Trail.                                                 |